# Nowonikolskij (Kraj Stawropolski)
Nowonikolskij (ros. Новоникольский) – chutor w Rosji, w Kraju Stawropolskim, w rejonie stiepnowskim. W 2010 liczył 252 mieszkańców.